# Valdestillas
Valdestillas é um município da Espanha na província de Valladolid, comunidade autónoma de Castela e Leão, de área 36,47 km² com população de 1818 habitantes (2008) e densidade populacional de 45,84 hab/km².

## Demografia
| Variação demográfica do município entre 1991 e 2004 | Variação demográfica do município entre 1991 e 2004 | Variação demográfica do município entre 1991 e 2004 | Variação demográfica do município entre 1991 e 2004 |
| --------------------------------------------------- | --------------------------------------------------- | --------------------------------------------------- | --------------------------------------------------- |
| 1991                                                | 1996                                                | 2001                                                | 2004                                                |
| 1431                                                | 1556                                                | 1576                                                | 1650                                                |